# Haplochromis perrieri
Haplochromis perrieri är en fiskart som först beskrevs av Pellegrin, 1909.  Haplochromis perrieri ingår i släktet Haplochromis och familjen Cichlidae. IUCN kategoriserar arten globalt som akut hotad. Inga underarter finns listade i Catalogue of Life.